# 水津浩志
水津浩志（10月2日—），日本男性配音員、藝人。出身於大阪府。O型血。

## 人物簡介
舊藝名水津光司（兩者日文讀音相同）。現為自由身（昭和Production業務提攜），2016年9月30日以前從屬大阪TV talent bureau（簡稱TTB）。神戶學院大學法學部畢業。
為人熟悉的代表配音作品是SNK電玩格鬥遊戲主角《月華劍士》系列主角楓、《格鬥天王》系列（阿修篇）的神武。
興趣、特長：吉他、貝斯、滑雪、橄欖球、網球、足球。

## 演出作品
※粗體字表示說明飾演的主要角色。

### 遊戲
1995年
- 侍魂 斬紅郎無雙劍（花諷院骸羅）※水津光司名義。

1997年
- 月華劍士系列（1997～1998，楓）※水津光司名義。

1999年
- 侍魂新章 ～劍客異聞錄 甦醒的蒼紅之刃～（ゴロツキ）※水津光司名義。

2000年
- 格鬥天王2000（楓[注 1]）※水津光司名義。

2003年
- SNK VS. CAPCOM SVC CHAOS（日语：SNK VS. CAPCOM SVC CHAOS）（沙卡特）
- 格鬥天王2003（神武）

2005年
- 格鬥天王XI（神武）
- NeoGeo Battle Coliseum（日语：ネオジオバトルコロシアム）（楓、獅子王、真·獅子王）

2010年
- 格鬥天王XIII（神武）

2023年
- 格鬥天王：全明星（神武）

#### 電視節目
- 我愛週末！830（日语：土曜大好き!830）－直播廣告
- MONO俱樂部（讀賣電視台）
- （K-CAT（日语：ケイ・キャット））－主持人
- 得！（K-CAT）- 記者（2003年7月27日－2016年3月31日）
- 週六WIDE劇場（日语：土曜ワイド劇場）「刑警兇殺案（日语：刑事殺し）－第2作」（朝日放送）- 記者（初回放送：2008年）
- I Love Coffee（日语：あいらぶカフェ）（岡山放送）－主持人
- ！（eo光電視（日语：eo光テレビ））－記者（2016年4月1日－2019年6月28日）
- →（eo光電視）－進行／每週二（2016年7月8日－2020年9月29日）
- ！（eo光電視）－記者（2019年7月5日－2020年6月26日）[4]
- 大阪馬拉松（日语：大阪マラソン）2019（eo光電視）－中繼實況（2019年12月1日）
- 京繪卷京十色（洛西行動電視（日语：洛西ケーブルビジョン））－旁白
- （eo光電視）- 進行（2021年1月1日 -）[5]

### 廣播節目
- Be Free！（FM Kita（日语：エフエムキタ））－節目DJ（至2016年9月28日）
- Hit&Hit！（大阪放送）－節目助理（2020年4月2日－）
- （stand.fm）（2021年2月16日－）

### 廣告、其它
- NTT DOCOMO
- 京都不死鳥F.C.－大型球場DJ
- Panasonic Panthers（V.LEAGUE）－活動主持人、大型球場DJ

等

## 腳註

## 外部連結
- （日語）－水津浩志的官方個人部落格。
- すいっちょんの匠にSwitch On! （页面存档备份，存于） （日語）－水津浩志的官方YouTube頻道，專門介紹茶道、華道、香道、能、狂言等日本傳統文化起源的介紹及其魅力。
- （日語）－水津浩志的另一個官方部落格，專門介紹大阪與周邊站著喝酒（日语：立ち飲み）的居酒屋。